# Feistritz an der Gail
Feistritz an der Gail (eslovè Bistrica na Zilji, friülès Feistris) és un municipi austríac, dins de l'estat de Caríntia. L'any 2007 tenia 666 habitants. Limita amb els municipis de Nötsch im Gailtal al nord, Malborghetto Valbruna al sud-oest, Hohenthurn al sud i est, i Sankt Stefan im Gaital a l'oest. Hi ha un 7,9% de població eslovena.

## Administració
| Període | Identitat    | Partit |
| ------- | ------------ | ------ |
| 2004-   | Dieter Mörtl | ÖVP    |

L'ajuntament està format per 11 regidors:
- 7 ÖVP
- 3 SPÖ
- 1 BZÖ

| edit | Municipis de Villach-Land | Bandera de Caríntia |
| \| \| Afritz am See \\| Arnoldstein \\| Arriach \\| Bad Bleiberg \\| Feistritz an der Gail \\| Feld am See \\| Ferndorf \\| Finkenstein am Faaker See \\| Fresach \\| Hohenthurn \\| Nötsch im Gailtal \\| Paternion \\| Rosegg \\| St. Jakob im Rosental \\| Stockenboi \\| Treffen am Ossiacher See \\| Velden am Wörther See \\| Weißenstein \\| Wernberg \| | |                     |
| Mapa de Villach-Land | Afritz am See \| Arnoldstein \| Arriach \| Bad Bleiberg \| Feistritz an der Gail \| Feld am See \| Ferndorf \| Finkenstein am Faaker See \| Fresach \| Hohenthurn \| Nötsch im Gailtal \| Paternion \| Rosegg \| St. Jakob im Rosental \| Stockenboi \| Treffen am Ossiacher See \| Velden am Wörther See \| Weißenstein \| Wernberg |                     |